# Екатерина Савова-Ненова
Екатерина Савова-Ненова е българска художничка, автор главно на портрети, пейзажи и натюрморти.

## Биография
Родена е през 1901 година в София. През 1925 година завършва живопис в Художествената академия при Никола Маринов. През 1928 г. сключва брак със своя състудент от академията Иван Ненов.
Била е член на Дружеството на независимите художници. През 1937 г. печели сребърен медал за дамски портрет на Световното изложение в Париж. От 1942 до 1962 г. е преподавателка по рисуване в Института за подготовка на детски учителки в София. От 1943 до 1958 г. има няколко самостоятелни изложби. Умира през 1980 година в София.